# Hatful of Hollow
Hatful of Hollow es el primer álbum recopilatorio del grupo británico de indie The Smiths, que contiene las grabaciones de estudio en la BBC Radio 1 y dos sencillos contemporáneos con sus lados-B (William It Was Really Nothing y Heaven Knows I'm Miserable Now).
Fue lanzado el 12 de noviembre de 1984 por la empresa discográfica Rough Trade, pocos meses después del debut de la banda (febrero de 1984). Finalmente, el 9 de noviembre de 1993, también fue lanzado por el sello estadounidense, Sire Records, que se había negado a lanzar el álbum en su momento. 
En 2000 la revista Q lo colocó en el número 44 en su lista de los 100 mejores álbumes de todos los tiempos.

## Grabación
La banda grabó cuatro sesiones entre el 18 de mayo de 1983 y el 14 de septiembre de 1983 en los estudios de la BBC, durante el programa BBC Radio 1, dirigido por John Peel. También grabaron una sesión el 4 de julio de 1983, con el DJ David Jensen, para la BBC Radio 1, y una el 5 de septiembre, también con Jensen.
Sesión 1
Se llevó a cabo el 18 de mayo de 1983. El programa se grabó en el estudio Maida Vale 5, con el productor Roger Pusy y el ingeniero Nick Gomm. En esta sesión se grabaron los temasː What Difference Does It Make?, Handsome Devil y Reel Around the Fountain. Estuvo bajo la dirección de John Peel.
Sesión 2
Fue grabada el 4 de julio de 1983, y contó con los temas Hand in Glove (versión sencillo), You've Got Everything Now y These Things Take Time. Fue dirigida por David Jensen.
Sesión 3
Se hizo el 5 de septiembre de 1983, dirigida por Jensen, y aportó el tema Accept Yourself.
Sesión 4
Se realizó el 14 de septiembre de 1983. El programa se grabó desde el estudio Maida Vale 4, bajo el productor Pusy y el ingeniero Ted de Bono. Se grabaron los temas This Charming Man, Back to the Old House, Still Ill y This Night Has Opened My Eyes. Dirigida por Peel.

## Contenido

### Canciones
El álbum se conforma de temas grabados durante varias sesiones en la BBC Radio 1. Cuando se emitieron por primera vez, estas sesiones tenían la característica particular de que no estaban disponibles al público por otro medio, por lo que todas fueron posteriormente regrabadas en sencillos para álbumes posteriores, con la excepción de "This Night Has Opened My Eyes", que solo se grabó para la sesión de Peel. 
Muchos fanáticos del grupo, e incluso los propios miembros de la banda, consideran que las versiones originales de la radio era superiores a las regrabaciones, especialmente las canciones que fueron parte de The Smiths, el debut de la banda, lanzado en 1984. En este caso se encuentran las versiones de los temas Hand In Glove, Reel Around The Fountain y What Difference Does It Make y I'm Still Ill.
También fueron incluidas las canciones Please, Please, Please Let Me Get What I Want, Back to the Old House y This Night Has Opened My Eyes.
How Soon Is Now?, la canción estrella del álbum, sería lanzada como un sencillo diferente en 1985 en el Reino Unido y los Estados Unidos. Alcanzó el N º 24 en las listas británicas, pero fracaso en EE. UU. Morrissey y Marr lamentaron esa falta de éxito para la que ellos consideraban su mejor canción hasta la fecha.
Según algunos autores, el fracaso de la canción se debió a la pésima promoción que la disquera le hizo a la canción, ya que fue incómodamente lanzada durante la promoción de The Smiths, y al no ser un sencillo promocional, y ni siquiera un lado A, el sencillo aplastó la popularidad del álbum y de su lado A (William It Was Really Nothing) y perjudicó a la banda. Luego de esto, la disquera decidió incluir la canción en Hatful of Hollows, y posteriormente la lanzó como sencillo, cuando ya se había agotado su popularidad.

### Portada
La reedición de Hatful of Hollow es de 1987, con una fotografía del por el momento desconocido Fabrice Colette tomada por Gilles Decroix. Originalmente, la imagen era más amplia, y mostraba el tatuaje de un dibujo de Jean Cocteau en el hombro izquierdo, que se había hecho en junio de 1983 porque idolatraba a Cocteau. La fotografía fue tomada de una edición especial de julio de 1983 del periódico francés Libération. Además, la primera edición consistía en un gran marco de color celeste con la leyenda "The Smiths" y "Hatful of Hollow" debajo de la imagen. Sin embargo todas las ediciones posteriores a 1987 presentan la imagen recortada y el texto superpuesto.

### Recepción
El disco fue calificado por la BBC como el auténtico debut de la banda.

## Lista de canciones
Todas las canciones escritas y compuestas por Morrisey/ Marr. 
| Cara A |                                              |          |  |
| N.º    | Título                                       | Duración |  |
| 1.     | «William, It Was Really Nothing»             | 2:09     |  |
| 2.     | «What Difference Does It Make?» (Peel, mayo) | 3:11     |  |
| 3.     | «These Things Take Time» (Jensen, julio)     | 2:32     |  |
| 4.     | «This Charming Man» (Peel, septiembre)       | 2:42     |  |
| 5.     | «How Soon Is Now?»                           | 6:44     |  |
| 6.     | «Handsome Devil» (Solo EU)                   | 2:47     |  |
| 7.     | «Hand in Glove» (Versión sencillo)           | 3:13     |  |
| 8.     | «Still Ill» (Peel, septiembre)               | 3:32     |  |
| 25:30  |                                              |          |  |

| Cara B |                                                    |          |  |
| N.º    | Título                                             | Duración |  |
| 1.     | «Heaven Knows I'm Miserable Now»                   | 3:33     |  |
| 2.     | «This Night Has Opened My Eyes» (Peel, septiembre) | 3:39     |  |
| 3.     | «You've Got Everything Now» (Jensen, julio)        | 4:18     |  |
| 4.     | «Accept Yourself» (Jensen, septiembre)             | 4:01     |  |
| 5.     | «Girl Afraid»                                      | 2:48     |  |
| 6.     | «Back to the Old House» (Peel, septiembre)         | 3:02     |  |
| 7.     | «Reel Around the Fountain» (Peel, mayo)            | 5:51     |  |
| 8.     | «Please, Please, Please Let Me Get What I Want»    | 1:50     |  |
| 27:42  |                                                    |          |  |

## Personal

### The Smiths
- Morrissey – voz
- Johnny Marr – guitarras, armónica, mandolinas
- Andy Rourke – bajo
- Mike Joyce – batería

### Equipo técnico
- John Porter – producción
- The Smiths – producción
- Roger Pusey – producción
- Dale "Buffin" Griffin – producción
- Stephen Street – ingeniero de sonido